# トルゲイル・ブランツェ
トルゲイル・ブランツェ（Torgeir Brandtzæg、1941年10月26日 - ）は、ノルウェー、ヌール・トロンデラーグ県Ogndal（現在のスタインシャーの一部）出身の元スキージャンプ選手。1960年代に国際大会で活躍した。

## プロフィール
1962年にナショナルチーム入りし、1962-1963シーズンのジャンプ週間で総合5位となった。1963年のノルウェー選手権70m級で優勝、翌年も連覇を果たした。1964年インスブルックオリンピックで70m級、90m級ともに銅メダルを獲得、
1964-1965シーズンのジャンプ週間では2勝をあげて総合優勝を達成、1965年のノルウェー選手権では90m級優勝、70m級2位となった。